# 보이는 여고생
《보이는 여고생》(일본어: 見える子ちゃん 미에루코찬[*])은 이즈미 토모키가 원작한 일본의 만화 작품이다. 2018년 11월 2일부터 「ComicWalker」(KADOKAWA)에서 발간을 개시해, 2021년 7월 16일부터「WebComic 아판다」(KADOKAWA)에 이적해서 발간 중. 단행본은 2019년 4월 22일부터 간행했다.

## 줄거리
어느 날 갑자기 보통 사람들에게는 보이지 않는 이상한 존재가 보이기 시작한 여고생 ‘미코’. 하지만 그것들로부터 도망치지 않고 딱히 맞서지도 않고 무조건 무시하는 길을 선택하는데?!

## 등장인물
성우는 별도의 표기가 없으면 텔레비전 애니메이션의 성우.

### 주요 인물
요츠야 미코(四谷 みこ)
성우 - 아마미야 소라/ 타네자키 아츠미(디지털 코믹)
본작의 주인공. 어느 날 갑자기 이형적인 위험한 녀석이 보이게 된 여고생.
갑자기 보이게 된 평범한 인간에게는 보이지 않는 존재에 겁 먹으면서도 녀석들처럼 보이는 것을 깨닫지 않게 평상심을 가지고 지내지만, 어쩔 수 없이 나타나는 녀석들에게 당혹스러워 울 것 같아질 정도로 무서워진다.
유리카와 하나(百合川 ハナ)
성우 - 혼도 카에데/이토 아야사(디지털 코믹)
미코 의 가장 친한 친구. 천진난 만한 밝은 성격.
니구레도 유리아(二暮堂 ユリア)
성우 - 사쿠라 아야네
미코와 하나와 같은 학년의 여자. 미코와 마찬가지로, 이 세상이 아닌 자의 모습이 보이고, '갓 어머니의 제일 제자'를 자칭해, 영능자를 뜻 하고 있다.

### 능력자
갓마더(ゴッドマザー)
성우 - 타니 이쿠코/노즈야마 유키히로(디지털 코믹)
본명은 타케다 미츠에(タケダ ミツエ).
예전에는 '뒷골목의 갓마더'라고 불리던 영능력자. 괴물에 망가져 힘의 한계를 느끼고 영능력자를 은퇴한다.
신도 롬(神童 ロム)
갓마더의 전 제자. 미코처럼, 이 세상이 아닌 자의 모습이 보인다.
오카 토와코(岡 トワ子)
갓마더의 스승. 갓마더의 명명 부모.

### 미코의 가족
요츠야 쿄스케(四谷 恭介)
성우 - 하나모리 유미리
미코의 남동생. 공포 프로그램을 좋아한다.
요츠야 마모루(四谷 真守)
성우 - 토리우미 코스케
미코와 쿄스케의 아버지. 이미 고인이지만, 영이 되어 가족을 지켜보고 있고, 푸딩에 집착하는 수수께끼의 거대한 영과 행동을 함께 하고 있다.
요츠야 토우코(四谷 透子)
성우 - 나바타메 히토미
미코와 쿄스케의 어머니.

### 그 외의 등장인물
토오노 젠(遠野 善)
성우 - 나카무라 유이치, 테라사키 유카(어린 시절)
미코와 히나의 반의 담임으로서 착임한 임시 교사. 애완동물 불가의 맨션에 보호한 고양이를 반입하거나 차에 얽혀 있을 것 같은 고양이를 몸을 잡아 돕는 정도로 고양이를 좋아한다.  이전부터 면식이 있었고, 공원에 있던 버려진 고양이 의 인수를 거부한 미코에 대해, 불신감을 가지고 있었다.
이치죠 미치루(一条 みちる)
성우 - 하야미 사오리
미코의 반에 전입온 전학생.
사토루(サトル)
성우 - 오키츠 카즈유키, 타이치 요(어린 시절)
젠의 친구. 수의사. 젠이 보호한 고양이를 치료한다.

## 서지 정보
- 이즈미 토모키 《보이는 여고생》 KADOKAWA 〈MF 코믹스〉
  1. 2019년 4월 23일 초판 제1쇄 발행(4월 22일 발매), ISBN 978-4-04-065658-8
  2. 2019년 10월 23일 초판 제1쇄 발행(10월 21일 발매), ISBN 978-4-04-064092-1
  3. 2020년 3월 23일 초판 제1쇄 발행(3월 21일 발매), ISBN 978-4-04-064498-1
  4. 2020년 9월 23일 초판 제1쇄 발행(9월 23일 발매), ISBN 978-4-04-064898-9
  5. 2021년 3월 23일 초판 제1쇄 발행(3월 22일 발매), ISBN 978-4-04-680257-6
  6. 2021년 10월 22일 초판 제1쇄 발행(10월 22일 발매), ISBN 978-4-04-680715-1
  7. 2022년 3월 23일 초판 제1쇄 발행(3월 22일 발매), ISBN 978-4-04-681219-3
  8. 2022년 10월 23일 초판 제1쇄 발행(10월 21일 발매), ISBN 978-4-04-681772-3
  9. 2023년 5월 23일 초판 제1쇄 발행(5월 23일 발매), ISBN 978-4-04-682240-6
  10. 2024년 2월 22일 초판 제1쇄 발매, ISBN 978-4-04-682879-8
  11. 2024년 10월 23일 초판 제1쇄 발매, ISBN 978-4-04-683993-0
- 《보이는 여고생 공식 앤솔로지 북》 KADOKAWA 〈MF 코믹스〉, 2021년 11월 22일 초판 제1쇄 발행(11월 22일 발매[3]), ISBN 978-4-04-680532-4

## TV 애니메이션
2021년 10월부터 12월까지 AT-X 등에서 방송되었다.

### 스태프
- 원작 - 이즈미 토모키
- 감독 - 오가와 유키
- 조감독 - 마지마 타카히로
- 감독 보좌 - 마츠시마 신타로
- 시리즈 구성·각본 - 이하라 켄타
- 캐릭터 디자인 - 카데카루 치카시
- 서브 캐릭터 디자인 - Tin, 카메타니 쿄코, 칫쿄 후토시
- 괴물 디자인 - 우노 마코토
- 프롭 디자인 - 우메츠 유키노리
- 미술 설정 - 이와사와 미스이, 와타나베 신, 미야타 하루카
- 미술 감독 - 오카모토 아야노
- 색채 설계 - 우타가와 리츠코
- 컨셉 컴포짓 - 타카츠 준페이
- 촬영 감독 - 양효목
- 편집 - 탄 아야코
- 음향 감독 - 고 후미유키
- 음향 제작 - 매직 캡슐
- 음악 - 우타타네 카나
- 음악 제작 - KADOKAWA
- 프로듀서 - 이시가미 죠타로, 아리무라 마사키, 마츠다 타이요, 이소가이 노리토모, 마루야마 하지메, 사이토 히로오, 오가타 미츠히로
- 애니메이션 프로듀서 - 사이토 카즈히로
- 애니메이션 제작 - 파시오네
- 제작 - 보이는 여고생 제작위원회

### 주제가
안 보이거든?!(見えないからね!?)
요츠야 미코(아마미야 소라)에 의한 오프닝 테마. 작사·작곡은 사이토 신지, 편곡은 타카기 류이치.
봤구나? 본 거지?? 보고 있는 거지???(ミタナ? ミタヨネ?? ミテルヨネ???)
요츠야 미코(아마미야 소라)에 의한 엔딩 테마. 작사는 카라스야사보우, 작곡·편곡은 혼다 마사키.

### 에피소드 목록
| 화수   | 제목                          | 그림 콘티       | 연출                                        | 작화 감독 | 총작화 감독 | 방송일          |
| ------ | ----------------------------- | --------------- | ------------------------------------------- | --- | --- | --------------- |
| 제1화  | 見える? 보여?                 | 오가와 유키     | 마츠시마 신타로                             | 요시다 준 | 카데카루 치카시 타카시나 유카 | 2021년 10월 3일 |
| 제2화  | 超見える 완전 잘 보여         | 오가와 유키     | 마지마 타카히로                             | 요시다 준 히라타 카츠조 이즈미자카 츠카사 | 야나기사와 마사히데 카데카루 치카시 | 10월 10일       |
| 제3화  | まだ見える 아직도 보여        | 사노 타카시     | 키타무라 미츠키                             | 요시다 준 나카무라 유사쿠 아오노 아츠시 노죠 미치유키 | 카데카루 치카시 하시모토 히데키 히라타 카츠조 | 10월 17일       |
| 제4화  | やっぱり見える 역시나 보여    | 오가와 유키     | 마지마 타카히로                             | 사토 토시아키 카메타니 쿄코 요시다 준 사이토 카오리 노죠 미치유키 모리 에츠히토 요시오카 토시유키 타카시나 유카                                                     | 토쿠다 유메노스케 | 10월 24일       |
| 제5화  | ワタシも見える 나도 보여      | 타카하시 나루요 | 마츠시마 신타로 마지마 타카히로             | 노죠 미치유키 사이토 카오리 | 카메타니 쿄코 야나기사와 마사히데 히라타 카츠조 사토 토시아키 | 10월 31일       |
| 제6화  | スゴいの見える 엄청난 게 보여 | 오가와 유키     | 키타무라 미츠키                             | 요시다 준 노죠 미치유키 카이도 히로유키 아오노 아츠시 카도 토모아키 나미가미 유리                                                                                   | 토미오카 히로시 히라타 카츠조 하시모토 히데키 | 11월 7일        |
| 제7화  | 見た? 봤어?                   | 모리모토 이쿠로 | 마츠시마 신타로                             | 하시모토 히데키 니시카와 마사토 우에타케 야스히코 | 야나기사와 마사히데 | 11월 14일       |
| 제8화  | 見えてるもの 보이는 것        | 사노 타카시     | 이시구로 타츠야                             | 요시다 하지메 핫토리 켄지 시마다 히데아키 이카이 카즈유키 | 사토 토시아키 LAZZ 히라타 카츠조 토미오카 히로시 카데카루 치카시 | 11월 21일       |
| 제9화  | 見たことある 본 적 있어       | 타카하시 나루요 | 나카무라 마사시                             | 요코이 마사시 노죠 미치유키 모리 에츠히토 사사키 히로야 요시오카 토시유키 사토 코노미 아오노 아츠시 카도 토모아키                                                   | 토미오카 히로시 히라타 카츠조 카이도 히로유키 하시모토 히데키 카메타니 쿄코 호소다 사오리 후쿠시마 타츠야 오가와 유키                                                     | 11월 28일       |
| 제10화 | 見るな 보지 마                | 타카하시 타케오 | 키타무라 미츠키 마지마 타카히로 카토 슌이치 | 무라마츠 히사오 모리 에츠히토 니이무라 카나 요시다 준 사토 코노미 우에타케 야스히코 카도 토모아키 니시카와 마사토 미야 아키히데 나카쿠마 타이치 카이도 히로유키     | 토쿠다 유메노스케 | 12월 5일        |
| 제11화 | 見る? 볼래?                   | 모리모토 이쿠로 | 마츠시마 신타로 카토 슌이치                 | 요시다 준 요코이 마사시 모리 에츠히토 사사키 히로야 요시오카 토시유키 나카쿠마 타이치 후쿠시마 타츠야                                                               | 야나기사와 마사히데 토미오카 히로시 히라타 카츠조 카이도 히로유키 하시모토 히데키 카메타니 쿄코                                                                           | 12월 12일       |
| 제12화 | 見える子ちゃん 보이는 여고생  | 오가와 유키     | 마지마 타카히로 이시구로 타츠야             | 마츠모토 마사요 무라마츠 히사오 니시카와 마사토 요시오카 토시유키 사토 코노미 요코이 마사시 요시다 준 이시다 케이이치 나카쿠마 타이치 야마자키 치에 후쿠시마 타츠야 | 타카시나 유카 호소다 사오리 타케모토 다이스케 야나기사와 마사히데 토미오카 히로시 히나타 하루카 콘도 겐이치로 카이도 히로유키 하시모토 히데키 카메타니 쿄코 토쿠다 타쿠야 | 12월 19일       |